# MIT Sloan Management Review
MIT Sloan Management Review est une revue de management publiée par le MIT Sloan School of Management. 